# Thượng viện liên bang Brasil
Thượng viện liên bang (tiếng Bồ Đào Nha: Senado Federal) là thượng viện của Quốc hội Brasil. Thượng viện liên bang bao gồm 81 thượng nghị sĩ-3 thượng nghị sĩ từ mỗi tiểu bang và Quận Liên bang, được bầu trực tiếp bởi dân số trong thời hạn 8 năm.
Thượng viện Liên bang Brasil có chức năng lập pháp và giám sát rất rộng ở cấp liên bang, được Hiến pháp Brasil ủy nhiệm. Thượng viện liên bang:
đề xuất và thông qua các đạo luật chịu sự chấp thuận của hạ viện; phê duyệt hoặc từ chối các luật được đề xuất và phê chuẩn bởi Hạ nghị viện; phê duyệt hoặc từ chối các hóa đơn do Chủ tịch nước đề xuất; khởi đầu thủ tục sửa đổi Hiến pháp; xác nhận và tiến hành phiên tòa về tội phản quốc chống lại tổng thống, phó tổng thống và các bộ trưởng;
bắt đầu thủ tục chống lại thẩm phán tại Tòa án Liên bang Tối cao, chống lại các thành viên của Hội đồng Tư pháp Quốc gia, chống lại các thành viên của Hội đồng Công tố, chống lại Công tố viên trưởng và Cố vấn trưởng của Liên minh, cũng như chống lại các sĩ quan cao nhất của lực lượng vũ trang Brasil; phê chuẩn hoặc không tán thành các ứng cử viên do Chủ tịch đề xuất: các thẩm phán trong các tòa án cao nhất, Tổng kiểm sát viên, Tổng cố vấn và Giám đốc Ngân hàng Quốc gia;
bầu các thành viên của Hội đồng Cộng hòa; Nó có quyền kiểm soát rộng rãi đối với chi tiêu liên bang. Thượng viện được chủ trì bởi cựu tổng thống Renan Kaleiros của Đảng Dân chủ (BAP)-Alagoas.